# Calliphora tasmaniae
Calliphora tasmaniae este o specie de muște din genul Calliphora, familia Calliphoridae, descrisă de Hiromu Kurahashi în anul 1971. Conform Catalogue of Life specia Calliphora tasmaniae nu are subspecii cunoscute.